# Tobias Fröbel
Tobias Fröbel (* 7. März 1988 in Paderborn) ist ein deutscher Handballtrainer und ehemaliger Handballspieler.

## Spielerlaufbahn
Er spielte für die HSG Handball Lemgo, die TSG Altenhagen-Heepen und die TSG Harsewinkel aktiv Handball. Fröbel wurde auf der Spielposition Kreisläufer eingesetzt.

## Trainer
Seine erste Trainerstelle trat Fröbel bei der TSG Altenhagen-Heepen, für die er ab April 2021 die zweite Mannschaft in der Landesliga trainierte. Mit der Mannschaft gelang im ersten Jahr seiner Tätigkeit der Aufstieg in die Verbandsliga.
Der B-Lizenz-Inhaber wurde zur Saison 2024/2025 zusätzlich Co-Trainer der in der 3. Liga spielenden ersten Mannschaft der TSG Altenhagen-Heepen unter Cheftrainer Niels Pfannenschmidt.

## Schriften
- Bachelorarbeit: Mannschaftsspezifische Taktik im Handball. Kognitive Repräsentation: Eine Studie zu den Unterschieden zwischen Experten und Amateuren, GRIN-Verlag, 2021, ISBN 978-3346278074